# Sayon Cooper
Pour les articles homonymes, voir Cooper.
Sayon Cooper (né le 24 avril 1974) est un ancien athlète libérien, spécialiste du sprint.

## Biographie
Il est diplômé de l'Abilene Christian University à Abilene (Texas) où il remporte les Championnats de deuxième division NCAA à la fois sur 100 et 200 m. Il est membre de l'Alpha Phi Alpha.
Il participe aux Jeux olympiques en 1996 et 2000, ainsi qu'aux Championnats du monde 1997, 1999, 2001 et 2003.
Son meilleur temps est de 10 s 15 (mai 1997 à Abilene), tandis que sur 200 m, il est chronométré en 20 s 50 à Kourou en juin 2000.